# Pecan Plantation
Pecan Plantation és una concentració de població designada pel cens dels Estats Units a l'estat de Texas. Segons el cens del 2000 tenia 3.544 habitants.

## Demografia
Segons el cens del 2000, Pecan Plantation tenia 3.544 habitants, 1.475 habitatges, i 1.299 famílies. La densitat de població era de 195,8 habitants/km².
Dels 1.475 habitatges en un 22,4% hi vivien nens de menys de 18 anys, en un 84,7% hi vivien parelles casades, en un 2,6% dones solteres, i en un 11,9% no eren unitats familiars. En el 10,4% dels habitatges hi vivien persones soles el 6,2% de les quals corresponia a persones de 65 anys o més que vivien soles. El nombre mitjà de persones vivint en cada habitatge era de 2,4 i el nombre mitjà de persones que vivien en cada família era de 2,55.
Per edats la població es repartia de la següent manera: un 18,2% tenia menys de 18 anys, un 2,3% entre 18 i 24, un 17,7% entre 25 i 44, un 36% de 45 a 60 i un 25,8% 65 anys o més.
L'edat mediana era de 53 anys. Per cada 100 dones de 18 o més anys hi havia 95,3 homes.
La renda mediana per habitatge era de 75.145 $ i la renda mediana per família de 77.752 $. Els homes tenien una renda mediana de 68.036 $ mentre que les dones 37.188 $. La renda per capita de la població era de 38.968 $. Aproximadament l'1,1% de les famílies i el 2,4% de la població estaven per davall del llindar de pobresa.

## Poblacions més properes
El següent diagrama mostra les poblacions més properes.